# Colonna miliare di Lorca
La colonna miliare di Lorca (Regione di Murcia, Spagna) si trova nella strada Corredera, in un angolo della Glorieta di San Vicente, appoggiata alla casa solariega dei Marín Ponce di Leone (secolo XVII). Si tratta di un miliario romano dell'epoca di Augusto (8-2 a. d. C.) appartenente alla Via Augusta nel suo percorso tra Cartago Nova (odierna Cartagena) e Eliocroca (attuale Lorca).

## Descrizione
È una colonna di 2,35 metri di altezza su una base quadrangolare di 50 cm di lato. Il tronco della colonna, leggermente più largo alla base, presenta un diametro di circa di mezzo metro. Ha un'iscrizione, non completamente conservata, in lettere capitali romane di epoca Imperiale che recita:
IMP CAESAR DIV
AVGVSTVS
FIEYNICPOTE
IMPXIIIIPONTII
MAX
XXVIII
Questa iscrizione è una reincisione realizzata nel secolo XVII sull'iscrizione originale:
IMP CAESAR DIV
AVGVSTVS CO
TRIBUNIC POTE
IMPXIIIIPONTII
MAX
XXVIII
Confrontandolo con altri miliari simili trovati nella Regione di Murcia, l'iscrizione completa sarebbe:
IMP CAESAR DIVI F
AVGVSTVS CONS XI
TRIBUNIC POTEST XVI
IMP XIIII PONTIF
MAX
M P XXVIII
/Imperatore Cesare Augusto/figlio del Divino/
/Console per XI volta/Nell'anno della XVI Tribunicia Potestà/
/Imperatore per la XIV volta e Pontefice Massimo/
/Miglio XXVIII/ (dal Cartago Nova al Eliocroca)

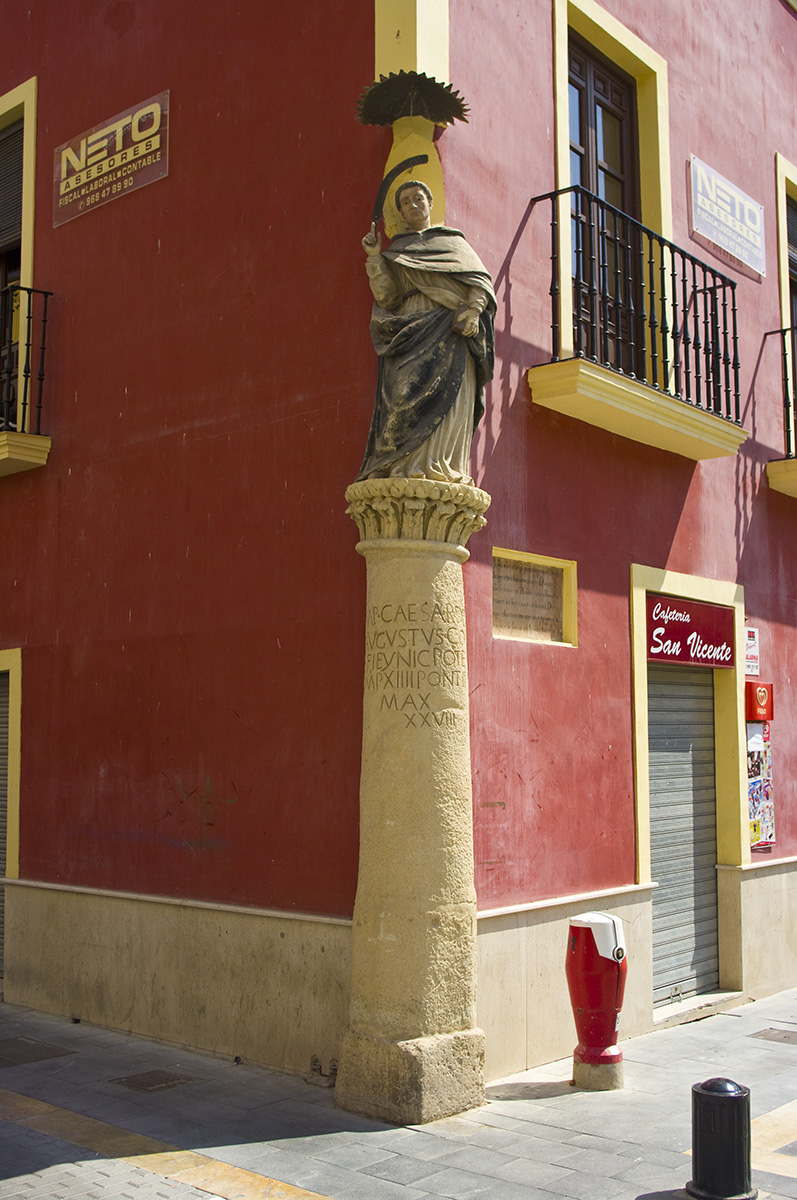
Colonna miliare di Lorca (copia collocata in via Corredera)

## Storia
Il miliario di Lorca è stato eretto sulla Via Augusta circa tra l'8 e il 2 a. C.. Non si trova nella sua posizione originale ma probabilmente è stato spostato da un punto della via nei pressi di Lorca alla sua posizione odierna.
Nel 1411 svolse la funzione di piedistallo per posizionare una scultura del Santo dominico San Vicente Ferrer che in quel tempo  predicava in città, e che ancora oggi si può contemplare. Più tardi, nel secolo XVII la famiglia Marín Ponce di Leone costruì la sua casa addossata alla colonna, così come si può vedere oggi.
L'originale della colonna miliaria si trova esposto nel Museo Archeologico Municipale di Lorca, mentre una copia rimane a Glorieta di San Vicente.

### La leggenda di San Vicente
La tradizione locale racconta che, nel secolo XV, San Vicente Ferrer, mentre predicava nella città di Lorca, fosse amareggiato  per la poca attenzione ricevuta in quei luoghi, e pronunciò la famosa frase di Lorca: "Lorca ni el polvo" (né Lorca né la polvere) mentre scuoteva i sandali per uscire dalla città.
Come «punizione» si decise di posizionare una sua statua nella strada più movimentata (la strada Corredera),  quella in cui i cittadini di Lorca potevano alzare più polvere, in omaggio al Santo.